# Вендоне
Вендоне (итал. Vendone) — коммуна в Италии, располагается в регионе Лигурия, в провинции Савона.
Население составляет 403 человека (2008 г.), плотность населения составляет 40 чел./км². Занимает площадь 10 км². Почтовый индекс — 17030. Телефонный код — 0182.
Покровителем коммуны почитается Антоний Апамейский, празднование 2 сентября.

## Демография
Динамика населения:

## Администрация коммуны
- Официальный сайт: